# Konståkning vid olympiska vinterspelen 1936
Konståkning vid olympiska vinterspelen 1936 bestod av tre tävlingar. Tävlingarna hölls söndagen den 9 februari 1936 och lördagen den 15 februari 1936.

## Medaljsummering
| Gren                       | Guld                                 | Silver                                | Brons                                   |
| Singel herrar Huvudartikel | Karl Schäfer Österrike               | Ernst Baier Tyskland                  | Felix Kaspar Österrike                  |
| Singel damer Huvudartikel  | Sonja Henie Norge                    | Cecilia Colledge Storbritannien       | Vivi-Anne Hultén Sverige                |
| Par Huvudartikel           | Maxi Herber och Ernst Baier Tyskland | Ilse Pausin och Erik Pausin Österrike | Emília Rotter och László Szollás Ungern |

## Deltagare
Bara tre åkare (två herrar och en dam) deltog I båda singelklasserna, och i paråkning.
Totalt deltog 84 åkare (41 herrar och 43 damer) från 17 länder (herrar från 16 länder och damer från 16 länder):
- Belgien (4) (herrar:1 damer:3)
- Estland (2) (herrar:1 damer:1)
- Finland (1) (herrar:1 damer:0)
- Italien (2) (herrar:1 damer:1)
- Japan (5) (herrar:4 damer:1)
- Kanada (6) (herrar:3 damer:3)
- Lettland (4) (herrar:2 damer:2)
- Norge (4) (herrar:1 damer:3)
- Rumänien (3) (herrar:2 damer:1)
- Schweiz (2) (herrar:1 damer:1)
- Storbritannien (12) (herrar:6 damer:6)
- Sverige (1) (herrar:0 damer:1)
- Tjeckoslovakien (3) (herrar:1 damer:2)
- Tyskland (7) (herrar:3 damer:4)
- Ungern (7) (herrar:4 damer:3)
- USA (9) (herrar:4 damer:5)
- Österrike (12) (herrar:6 damer:6)

## Medaljställning
| Pl. | Nation         | Guld | Silver | Brons | Totalt |
| --- | -------------- | ---- | ------ | ----- | ------ |
| 1   | Österrike      | 1    | 1      | 1     | 3      |
| 2   | Tyskland       | 1    | 1      | 0     | 2      |
| 3   | Norge          | 1    | 0      | 0     | 1      |
| 4   | Storbritannien | 0    | 1      | 0     | 1      |
| 5   | Sverige        | 0    | 0      | 1     | 1      |
| 5   | Ungern         | 0    | 0      | 1     | 1      |